# Hydrophis stokesii
Hydrophis stokesii – gatunek gada z podrodziny Hydrophiinae w obrębie rodziny zdradnicowatych (Elapidae); zaliczany do węży morskich. Bywał wydzielany do monotypowego rodzaju Astrotia, stąd spotykana w polskiej literaturze nazwa „astrocja”.

## Zasięg występowania
Występuje w przybrzeżnych wodach na obszarze od Zatoki Perskiej do Filipin i południowo-wschodnich Chin, wokół Nowej Gwinei i wysp Archipelagu Malajskiego, po północną, rzadko wschodnią Australię. Jego występowanie stwierdzono w wodach Pakistanu, ale nie Indii, choć prawdopodobnie tam też występuje.

## Budowa ciała
Osiąga 1,5 m długości. Ubarwienie grzbietu jest jaskrawoczerwone z czarnymi prążkami.
Jest to najmasywniejszy spośród węży morskich, osiąga ponad 2 kg. W Zatoce Karpentaria złowiony został osobnik o masie ciała 5,144 kg.
Jest to wąż jadowity.

## Biologia i ekologia
Gady te nie tworzą dużych skupisk, gęstość populacji jest niska. Są chwytane przez rybaków jako przyłów, stanowią około 28% łowionych węży morskich w Makasar na południu wyspy Celebes i zaledwie 1% u wschodniego wybrzeża Australii. Spotykane do głębokości 50 m p.p.m.